# Claus-Casimir Oranžsko-Nasavský
Hrabě Claus-Casimir Oranžsko-Nasavský, jonkheer van Amsberg (Claus-Casimir Bernhard Marius Max;* 21. března 2004 Haag) je druhým dítětem nizozemského prince Constantijna a princezny Laurentien a jejich jediným synem. Je členem nizozemské královské rodiny a je šestým v řadě následnictví nizozemského trůnu.

## Život
Jeho narození bylo zastíněno smrtí jeho prababičky, královny Juliány, jen o den dříve. Má dvě sestry: hraběnku Eloise, narozenou 8. června 2002 a hraběnku Leonore, narozenou 3. června 2006.
Křest se uskutečnil v kapli paláce Het Loo v Apeldoornu dne 10. října 2004. Claus-Casimirovi kmotři jsou král Vilém-Alexandr; princ Maurits Oranžsko-Nasavský, van Vollenhoven; Ed P. Spanjaard a hraběnka Tatiana Razumovsky von Wigstein.
Po studiu na Vrijzinnig Christelijk Lyceum (VCL) v Haagu se přestěhoval do Skotska, aby navštěvoval Gordonstoun School, kterou ukončil v červnu 2022. Od září 2022 studuje na ESCP Business School. První ročník vystudoval v Paříži a nyní studuje druhý ročník v Turíně.

## Podnikání
Claus je často popisován jako podnikatel. Například jeho sestra Eloise van Oranje-Nassau veřejně oznámila, že bude provozovat svůj vlastní webshop s teniskami s názvem Grails Plug. Kromě toho, když navštěvoval Gordonstoun School, Claus a někteří z jeho přátel vyhráli cenu Young Enterprise Scotland. Později také založil se společníky soukromou společnost OSOC B.V. Prostřednictvím tohoto holdingu spustili mezi jinými podniky vzdělávací platformu, která se jmenuje aicourses.com.

## Tituly a oslovení
Královským výnosem ze dne 11. května 2001 č. 227, bylo stanoveno, že všichni potomci v mužské linii prince Constantijna Nizozemského ponesou titul hraběte (hraběnky) Oranžsko-Nasavské/ho a Jonkheera (Jonkvrouwe) van Amsberga s oslovením „Jeho/Její Urozenost“. Bylo také stanoveno, že jejich příjmení bude Van Oranje-Nassau van Amsberg. Jelikož je jediným vnukem královny Beatrix, je Claus-Casimir v současné době jediným z jejích vnoučat, kteří budou moci tento titul předat svým dětem.
Po abdikaci královny Beatrix dne 30. dubna 2013 přestaly být děti prince Constantijna a princezny Laurentien členy královského rodu, ačkoli nadále zůstávají členy královské rodiny.